# Antonio Saverio De Luca
Antonio Saverio De Luca (Bronte, 28 ottobre 1805 – Roma, 28 dicembre 1883) è stato un cardinale e arcivescovo cattolico italiano.

## Biografia
Nato in una famiglia della borghesia terriera siciliana, da Don Vincenzo De Luca e Donna Francesca Saitta, fu l'ultimo di dieci figli. Il fratello Placido De Luca fu un economista ed un giurista di fama internazionale, venne eletto deputato nel Collegio di Regalbuto nel primo parlamento del Regno d'Italia.
Studiò nei seminari di Monreale e di Napoli greco e latino a Palermo. Frequentò quindi l'Università di Lovanio in Belgio, ove si laureò in teologia nel 1839.
Trasferitosi a Roma, fu ordinato sacerdote il 10 febbraio 1839.
Ricoprì numerose cariche nelle istituzioni della Curia Romana e nel 1845 fu consacrato vescovo e nominato alla guida della sede episcopale di Aversa.
Nel 1853 lasciò la diocesi di Aversa, venne nominato arcivescovo titolare di Tarso ed inviato in Baviera come nunzio apostolico fino al 1856, quando divenne nunzio apostolico per l'Austria, carica che lasciò allorché papa Pio IX lo elevò al rango di cardinale nel concistoro del 16 marzo 1863, con il titolo dei cardinale presbitero dei Santi Quattro Coronati.
Durante il periodo della sua nunziatura in Baviera ebbe anche l'incarico di amministrare il vicariato apostolico di Anhalt.
Il 1º ottobre 1863 fu decorato cavaliere di Gran Croce dell'Ordine Reale di Santo Stefano d'Ungheria.
Partecipò al Concilio Vaticano I ed al conclave del 1878 che elesse papa Leone XIII.
Il 15 luglio 1878 optò per il titolo di cardinale vescovo di Palestrina e ricevette in commendam anche San Lorenzo in Damaso. Il 13 agosto fu nominato prefetto della Sacra Congregazione degli Studi, carica che tenne fino alla morte.
Morì di bronchite all'età di 78 anni e venne sepolto nel cimitero del Verano in Roma.

## Genealogia episcopale e successione apostolica
La genealogia episcopale è:
- Cardinale Scipione Rebiba
- Cardinale Giulio Antonio Santori
- Cardinale Girolamo Bernerio, O.P.
- Arcivescovo Galeazzo Sanvitale
- Cardinale Ludovico Ludovisi
- Cardinale Luigi Caetani
- Cardinale Ulderico Carpegna
- Cardinale Paluzzo Paluzzi Altieri degli Albertoni
- Papa Benedetto XIII
- Papa Benedetto XIV
- Papa Clemente XIII
- Cardinale Bernardino Giraud
- Cardinale Alessandro Mattei
- Cardinale Pietro Francesco Galleffi
- Cardinale Giacomo Filippo Fransoni
- Cardinale Antonio Saverio De Luca

La successione apostolica è:
- Arcivescovo Gregor Leonhard Andreas von Scherr, O.S.B. (1856)
- Cardinale Giuseppe Benedetto Dusmet, O.S.B. (1867)
- Arcivescovo Giovanni Cirino (1869)
- Arcivescovo Nicola Contieri, O.S.B.I. (1876)
- Vescovo Antonio Innocente Giuseppe Fosco (1876)
- Arcivescovo Domenico Gaspare Lancia di Brolo, O.S.B. (1878)
- Arcivescovo Pietro Facciotti (1879)
- Arcivescovo Giuseppe Macchi (1880)